# Elk Grove Village
Elk Grove Village ist ein Ort im nordöstlichen Illinois in der Nähe des O’Hare International Airport und von Chicago. Elk Grove Village umfasst eine Fläche von 28 km², von denen 27 km² auf dem Gebiet des Cook County und ein Quadratkilometer im DuPage County liegen. Das U.S. Census Bureau hat bei der Volkszählung 2020 eine Einwohnerzahl von 32.812 ermittelt.

## Geschichte
Elk Grove Village, 1956 in die Elk Grove Township aufgenommen, wurde ursprünglich als eine geplante Vorort-Gemeinde gegründet. Die Mehrheit der Häuser wurden durch die Centex Corporation gebaut. Als Teil des ursprünglichen Konzepts wurde der Ort getrennt nach Wohn- und Gewerbegebieten geplant. Letztere entwickelten sich zum größten zusammenhängenden Gewerbegebiet in Nordamerika.
Vor der Entwicklung der Wohngebiete war Elk Grove Heimat für viele Bauern und ihre Familien, meist deutschen Einwanderern, nach denen viele der wichtigsten Straßen in und um den Ort benannt sind. Die Busse Farm blieb als letzte unbebaute landwirtschaftliche Anwesen im Ort, zwischen Higgins Road und Oakton Street und war zeitweise als Standort für das neue Stadion der Chicago Bears vorgesehen.

## Wirtschaft
Laut dem 2010 Comprehensive Annual Financial Report der Gemeinde, waren die größten Arbeitgeber:
| #  | Arbeitgeber                     | # von Arbeitnehmern |
| -- | ------------------------------- | ------------------- |
| 1  | Alexian Brothers Medical Center | 1800                |
| 2  | Automatic Data Processing       | 0900                |
| 3  | Citigroup                       | 0550                |
| 4  | Village of Elk Grove Village    | 0375                |
| 5  | American Academy of Pediatrics  | 0375                |
| 6  | HCR Manor Care                  | 0275                |
| 7  | Elk Grove High School           | 0265                |
| 8  | Steiner Electric                | 0250                |
| 9  | RR Donnelley                    | 0220                |
| 10 | Material Sciences Corporation   | 0215                |

## Geografie
Laut der Erhebung von 2010 besaß der Ort eine Fläche von 29,6 Quadratkilometern, davon 99,39 % Land- und 0,61 % Wasserfläche.

## Demografie
Laut der Volkszählung im Jahr 2000 lebten 32.727 Menschen in 13.278 Haushalten und 9294 Familien. Die Bevölkerungsdichte betrug 1.214,5 Einwohner pro Quadratkilometer. Es gab 13.513 Wohneinheiten mit einer durchschnittlichen Bebauungsdichte von 472,6 Häusern pro Quadratkilometern.
Es gab 13.278 Haushalte, in denen in 33,5 % der Fälle Kinder unter 18 Jahren lebten. 58,4 % lebten als Ehepaare zusammen lebend, 8,6 % einen weiblichen Haushaltsvorstand und 30,0 % waren keine Familien. 25,6 % aller Haushalte bestanden aus Einzelpersonen und in 8,6 % lebten Menschen, die 65 Jahre oder älter waren. Die durchschnittliche Haushaltsgröße betrug 2,60 und die durchschnittliche Familiengröße lag bei 3,17.
24,9 % der Bevölkerung waren unter 18 Jahre alt, 7,4 % von 18 bis 24 Jahre alt, 31,8 % waren zwischen 25 und 44 Jahre alt, 24,2 % zwischen 45 und 64 Jahre und 11,8 % waren 65 Jahre oder älter. Das Durchschnittsalter betrug 38 Jahre. Auf je 100 Frauen kamen 95,0 Männer. Auf je 100 Frauen im Alter von über 18 Jahren gab es 91,7 Männer.
Das mittlere Haushaltseinkommen betrug USD 62.132 und das mittlere Familieneinkommen betrug USD 71.834. Das Pro-Kopf-Einkommen betrug USD 28.515. Über 1,5 % der Familien und 2,0 % der Bevölkerung lebten unterhalb der Armutsgrenze, einschließlich 1,4 % der unter 18-Jährigen und 6,2 % der Altersgruppe von 65 Jahren oder älter.

## Bekannte Einwohner
- Parvesh Cheena (* 1979), Schauspieler, Synchronsprecher und Filmproduzent
- Billy Corgan (* 1967), Leadsinger und Gitarrist der The Smashing Pumpkins
- Dave Cullen, Autor des Non-Fiction Bestsellers Columbine[7]
- Sarah Gorden (* 1992), Fußballspielerin
- James Iha (* 1968), Gitarrist der The Smashing Pumpkins
- Jerry B. Jenkins, Co-Autor von "Left Behind"
- Bill Kelly (* 1945), Drehbuchautor
- Irene Kotowicz, Baseballspielerin
- John Loprieno, Schauspieler
- John McDonough, Präsident der Chicago Blackhawks
- Dave Otto, früherer Baseballspieler der Chicago Cubs
- Martin Redlicki (* 1995), Tennisspieler